# Dolichopeza (Dolichopeza) danbulla
Dolichopeza (Dolichopeza) danbulla is een tweevleugelige uit de familie langpootmuggen (Tipulidae). De soort komt voor in het Australaziatisch gebied.